# 蒋庄德
蒋庄德（1955年8月4日—），男，辽宁庄河人，中国微纳制造与传感技术、超精密加工技术与测试专家，中国民主同盟盟员。

## 生平
1989年，获得西安交通大学机械制造专业工学硕士学位。2011年，毕业于英国伯明翰大学机械工程博士，后担任西安交通大学副校长、精密工程研究所所长。

## 社会兼职
第十一届、十二届全国人大常委会委员，全国人大环境与资源保护委员会委员，中国民主同盟中央常委、陕西省副主委，陕西省科协主席。

## 荣誉
2013年12月，当选为中国工程院机械与运载工程学部院士。